# Hannu Raittila
Hannu Matti Raittila, (né le 23 novembre 1956 à Helsinki) est un écrivain finlandais,.

## Œuvres

### Nouvelles, romans et essais
- (fi) Pakosarja, Porvoo, Helsinki, Juva, WSOY, 1993 (ISBN 951-0-18927-8)
- (fi) Ilmalaiva Finlandia, Porvoo, Helsinki, Juva, WSOY, 1994 (ISBN 951-0-19647-9)
- (fi) Pohjoinen puhuu, Porvoo, Helsinki, Juva, WSOY, 1997 (ISBN 951-0-21858-8)
- (fi) Ei minulta mitään puutu, Porvoo, Helsinki, Juva, WSOY, 1998 (ISBN 951-0-22937-7)
- (fi) Miesvahvuus, Helsinki, Porvoo, Juva, WSOY, 1999 (ISBN 951-0-23845-7)
- (fi) Canal Grande, Helsinki, WSOY, 2001 (ISBN 951-0-24493-7)
- (fi) Rahat vai kolmipyörä ja muita kirjoituksia, Helsinki, WSOY, 2002 (ISBN 951-0-27274-4)
- (fi) Atlantis : romaani, Helsinki, WSOY, 2003, 344 p. (ISBN 951-0-28228-6)
- (fi) Liikkumaton liikuttaja, Helsinki, WSOY, 2004 (ISBN 951-0-29657-0)
- (fi) Pamisoksen purkaus, Helsinki, WSOY, 2005 (ISBN 951-0-30785-8)
- (fi) Kirjailijaelämää, Helsinki, WSOY, 2006 (ISBN 951-0-32326-8)
- (fi) Hannu Raittila, Juhani Syrjä , Mitä voi sanoa? Keskustelukirjeitä kuolemasta, Helsinki, Kirjapaja, 2007 (ISBN 978-951-607-528-3)
- (fi) Ulkona, Helsinki, Siltala, 2008 (ISBN 978-952-234-001-6)
- (fi) Marsalkka, Helsinki, Siltala, 2010 (ISBN 978-952-234-039-9)
- (fi) Terminaali, Helsinki, Siltala, 2013 (ISBN 978-952-234-174-7)

### Théâtre radiophonique
- Matokuningas, 1990
- Massaulosvetäjä, 1990
- Totuuden henki, 1990
- Avautumisvaihe, 1990
- Saari, 1992
- Kantolan perhe, 1991–

### Pièces de théâtre
- Leningradin yö, 1991
- Presidentinvaunu, 1990

### Scénarios
- Matokuningas, 1992

## Prix et récompenses
- 1994, Prix Kalevi Jäntti
- 1998, Prix Finlande
- 2001, Prix Finlandia
- 2009, Médaille Pro Finlandia
- 2009, Prix de la pièce radiophonique pour les aveugles
- 2014, Prix Runeberg